# Component Object Model
Component Object Model (COM), česky objektový model komponent, je platformově nezávislý, distribuovaný, objektově orientovaný systém pro vytváření binárních softwarových komponent, které jsou schopny spolupracovat. Byl uveden společností Microsoft v roce 1993. COM je systém, na kterém jsou postaveny technologie OLE, OLE Automation, ActiveX, COM+ a DCOM.
Všechna rozhraní COM komponent jsou odvozena od základního rozhraní IUnknown.